# فريدريش ويت
فريدريش ويت (بالألمانية: Friedrich Witt)‏ هو ملحن ألماني، ولد في 8 نوفمبر 1770 في نيدرشتيتن في ألمانيا، وتوفي في 3 يناير 1836 في فورتسبورغ في ألمانيا.

## وصلات خارجية
- فريدريش ويت على موقع ميوزك برينز (الإنجليزية)
- فريدريش ويت على موقع أول ميوزيك (الإنجليزية)
- فريدريش ويت على موقع ديسكوغز (الإنجليزية)